# Christopher McDonald
Christopher McDonald (New York, 1955. február 15. –) amerikai film-, televíziós és szinkronszínész. 
Legismertebb alakítása Shooter McGavin az 1996-os Happy, a flúgos golfos című filmvígjátékban. Ő játszotta Darryl Dickinsont a Thelma és Louise (1991), Ward Cleavert a Bízd csak az öcskösre! (1997), Kent Mansley-t a Szuper haver (1999), Tappy Tibbonst a Rekviem egy álomért (2000) és Mel Allent a Baseball-barátok című filmekben (2001).

## Fiatalkora és családja
McDonald New Yorkban született Patricia és James R. McDonald gyermekeként. Anyja ingatlanügynök volt, míg apja pedagógus.
Ír származású és hívő katolikus, testvéreivel együtt a New York állambeli Romulus városrészben nőtt fel. A Romulus Central Schoolban érettségizett 1973-ban, majd a Hobart College-ban szerzett végzettséget. A Kappa Alpha testvériség tagja volt. Fiatalabb testvére, Daniel McDonald színész és énekes 2007 februárjában agydaganat következtében elhunyt.

## Magánélete
McDonald az 1980-as évek közepén egy ideig jegyben járt a Thelma és Louise későbbi sztárjával, Geena Davisszel, egészen 1985-ig, amikor a nő elhagyta őt Jeff Goldblumért.
McDonald 1989-ben találkozott Lupe Gidley színésznővel, amikor együtt léptek fel egy új-mexikói színházi produkcióban. 1992-ben házasodtak össze, és három lányuk és egy fiuk született.
A Buffalo Bills szurkolója és Jim Kelly, a Bills korábbi irányítójának barátja.

## Filmográfia

### Film
| Év   | Magyar cím                                  | Eredeti cím                           | Szerep                      | Magyar hang            |
| ---- | ------------------------------------------- | ------------------------------------- | --------------------------- | ---------------------- |
| 1980 |                                             | The Hearse                            | Pete                        |                        |
| 1982 | Grease 2.                                   | Grease 2                              | Bradley "Goose" McKenzie    | Dózsa Zoltán           |
| 1982 |                                             | The Black Room                        | Terry                       |                        |
| 1984 | Pasivadászat kezdőknek                      | Where the Boys Are ’84                | Tony                        |                        |
| 1984 | Breakin’                                    | Breakin’                              | James                       | Dányi Krisztián        |
| 1984 |                                             | Chattanooga Choo Choo                 | Alex O'Donnell              |                        |
| 1985 | Erőszak balhéból                            | The Boys Next Door                    | Mark Woods nyomozó          | Lux Ádám               |
| 1987 | Szemérmetlen szerencse                      | Outrageous Fortune                    | George                      |                        |
| 1988 | Mentősök                                    | Paramedics                            | Mike "Mad Mike"             | Sinkovits-Vitay András |
| 1988 | Mentősök                                    | Paramedics                            | Mike "Mad Mike"             | Mikula Sándor          |
| 1989 | Kékharisnya                                 | Cool Blue                             | Peter Sin                   | Holl Nándor            |
| 1989 | Kékharisnya                                 | Cool Blue                             | Peter Sin                   | Háda János             |
| 1989 | Az ég is tévedhet                           | Chances Are                           | Louie Jeffries              | Kassai Károly          |
| 1989 | Az ég is tévedhet                           | Chances Are                           | Louie Jeffries              | Selmeczi Roland        |
| 1990 |                                             | Playroom                              | Chris                       |                        |
| 1991 | Thelma és Louise                            | Thelma & Louise                       | Darryl Dickinson            | Kerekes József         |
| 1991 | Az agyamra mész!                            | Dutch                                 | Reed Standish               | Garay Nagy Tamás       |
| 1991 | Vad orchideák 2.                            | Wild Orchid II: Two Shades of Blue    | Dixon szenátor              |                        |
| 1993 | Címlapsztori                                | Cover Story                           | Sam Sparks                  | Karsai István          |
| 1993 | Őrjítő kétely                               | Benefit of the Doubt                  | Dan                         | Galambos Péter         |
| 1993 | Csapdában                                   | Conflict of Interest                  | Mickey Flannery             |                        |
| 1993 | Végzetes ösztön                             | Fatal Instinct                        | Frank Kelbo                 | Kassai Károly          |
| 1993 | Utcai harcosok                              | Bums                                  | Andrew Holloman őrmester    | Csankó Zoltán          |
| 1993 | A szomszéd nője mindig zöldebb              | Grumpy Old Men                        | Mike                        | F. Nagy Zoltán         |
| 1994 | Véres virágok                               | Roadflower                            | Glen Lerolland              | Barbinek Péter         |
| 1994 | Zűrös majom                                 | Monkey Trouble                        | Tom                         | Mihályi Győző          |
| 1994 | Végsebesség                                 | Terminal Velocity                     | Kerr                        | Melis Gábor            |
| 1994 | Kvíz Show                                   | Quiz Show                             | Jack Barry                  | Barbinek Péter         |
| 1995 | Szexi számok                                | My Teacher's Wife                     | Roy Mueller                 | Haás Vander Péter      |
| 1995 | Felejtsd el Párizst!                        | Forget Paris                          | Zeusz (hangja)              |                        |
| 1995 | Riválisok 3. – Nincs visszaút               | Best of the Best 3: No Turning Back   | Jack Banning seriff         | Rosta Sándor           |
| 1995 | Riválisok 3. – Nincs visszaút               | Best of the Best 3: No Turning Back   | Jack Banning seriff         | Czvetkó Sándor         |
| 1995 | Tiszta játszma                              | Fair Game                             | Meyerson hadnagy            | Balázsi Gyula          |
| 1996 | Happy, a flúgos golfos                      | Happy Gilmore                         | Shooter McGavin             | Csankó Zoltán          |
| 1996 | Felejthetetlen                              | Unforgettable                         | Stewart Gleick              | Sörös Sándor           |
| 1996 | Csont nélkül                                | Celtic Pride                          | Kimball edző                |                        |
| 1996 | Lakat alatt                                 | House Arrest                          | Donald Krupp                | Jakab Csaba            |
| 1996 | A gazdagság ára                             | The Rich Man's Wife                   | Tony Potenza                | Barbinek Péter         |
| 1997 | Bízd csak az öcskösre!                      | Leave It to Beaver                    | Ward Cleaver                |                        |
| 1997 | Szemünk fénye akció                         | A Smile Like Yours                    | Richard Halstrom            | Mihályi Győző          |
| 1997 | Flubber – A szórakozott professzor          | Flubber                               | Wilson Croft                | Rubold Ödön            |
| 1997 | A 18. angyal                                | The Eighteenth Angel                  | Hugh Stanto                 | Rosta Sándor           |
| 1997 | Gyepkutyák                                  | Lawn Dogs                             | Morton Stockard             | Kerekes József         |
| 1998 | Bérbosszú Bt. – Megfizetünk, ha megfizetnek | Dirty Work                            | Travis Cole                 | Háda János             |
| 1998 | Bérbosszú Bt. – Megfizetünk, ha megfizetnek | Dirty Work                            | Travis Cole                 | Németh Gábor           |
| 1998 | Fiatal és kegyetlen                         | Jaded                                 | Jack Carlson                |                        |
| 1998 |                                             | SLC Punk!                             | Mr. Levy                    |                        |
| 1998 |                                             | Gideon                                | Alan Longhurst              |                        |
| 1998 | Faculty – Az invázium                       | The Faculty                           | Mr. Connor                  | Bácskai János          |
| 1998 |                                             | Divorce: A Contemporary Western       | Tony                        |                        |
| 1999 | Kanbuli                                     | Five Aces                             | Ash Gray                    | Rosta Sándor           |
| 1999 | Szuper haver                                | The Iron Giant                        | Kent Mansley (hangja)       | Kőszegi Ákos           |
| 2000 |                                             | Magicians                             | Jake                        |                        |
| 2000 | A rendszer ellensége                        | Track Down                            | Mitch Gibson                | Barbinek Péter         |
| 2000 | Koponyák                                    | The Skulls                            | Martin Lombard              | Rubold Ödön            |
| 2000 | Hát nem édes?                               | Isn't She Great                       | Brad Bradburn               |                        |
| 2000 | Rekviem egy álomért                         | Requiem for a Dream                   | "Tappy" Tibbons             | Gergely Róbert         |
| 2000 | Viharzóna                                   | The Perfect Storm                     | Todd Gross                  | Gergely Róbert         |
| 2001 |                                             | The Theory of the Leisure Class       | Buddy Barnett               |                        |
| 2001 | Az ember, aki ott se volt                   | The Man Who Wasn't There              | aszfaltügynök               |                        |
| 2002 |                                             | Speakeasy                             | Dr. Addams                  |                        |
| 2002 | Kémkölykök 2. – Az elveszett álmok szigete  | Spy Kids 2: The Island of Lost Dreams | amerikai elnök              | Mihályi Győző          |
| 2002 | A városi lány                               | Children on Their Birthdays           | "Speedy" Thorne             |                        |
| 2003 | Deszkások                                   | Grind                                 | Mr. Rivers                  | Bácskai János          |
| 2005 |                                             | The L.A. Riot Spectacular             | Koon rendőr                 |                        |
| 2005 | Azt beszélik                                | Rumor Has It                          | Roger McManus               | Tarján Péter           |
| 2005 | Hervadó virágok                             | Broken Flowers                        | Ron Anderson                | Sörös Sándor           |
| 2006 | Pénz áll a házhoz                           | Funny Money                           | Vic Johnson                 | Koroknay Géza          |
| 2006 | Amerikai pite 5. – Pucér maraton            | American Pie Presents: The Naked Mile | Harry Stifler               | Németh Gábor           |
| 2007 | Lejárt lemez                                | Kickin’ It Old Skool                  | Marty Schumacher            | Sörös Sándor           |
| 2007 |                                             | My Sexiest Year                       | Jake Stein felnöttként      |                        |
| 2007 | Éberség                                     | Awake                                 | Dr. Larry Lupin             | Mihályi Győző          |
| 2007 | Amerikai pite 6. – Béta-ház                 | American Pie Presents: Beta House     | Harry Stifler               | Kőszegi Ákos           |
| 2008 | Van az a pénz, ami megbolondít              | Mad Money                             | Bryce Arbogast              | Mihályi Győző          |
| 2008 | Superhero Movie                             | Superhero Movie                       | Lou Landers, Hourglass      | Mihályi Győző          |
| 2008 | Nyári tábor                                 | Summerhood                            | táborvezető-helyettes       | Kőszegi Ákos           |
| 2008 |                                             | Player 5150                           | Tony                        |                        |
| 2008 | A házinyuszi                                | The House Bunny                       | Dean Simmons                | Rosta Sándor           |
| 2008 | Amerikai ének                               | An American Carol                     | laborvezető                 |                        |
| 2009 | Fanboys – Rajongók háborúja                 | Fanboys                               | Chuck "Big Chuck"           | Imre István            |
| 2009 | Távolsági szerelem                          | Spooner                               | Dennis Spooner              |                        |
| 2009 |                                             | Reunion                               | Eamon                       |                        |
| 2009 |                                             | Deep in the Valley                    | Jim "Diamond Jim"           |                        |
| 2009 |                                             | Splinterheads                         | Bruce Mancuso őrmester      |                        |
| 2010 |                                             | Black Widow                           | Steve                       |                        |
| 2010 | Családi kincs, ami nincs                    | Barry Munday                          | Dr. Preston Edwards         | Karsai István          |
| 2010 |                                             | The Best and the Brightest            | játékos                     |                        |
| 2011 |                                             | Adventures of Serial Buddies          | Christopher atya            |                        |
| 2011 | Mint macska az egérrel                      | Cat Run                               | Bill Kreb                   |                        |
| 2012 |                                             | The Collection                        | Mr. Peters                  |                        |
| 2012 |                                             | Not Fade Away                         | Jack Dietz                  |                        |
| 2012 | Fekete-fehér, igen-nem                      | Grassroots                            | Jim Tripp                   | Kőszegi Ákos           |
| 2014 | Mi történt az éjjel?                        | About Last Night                      | Casey McNeil                | Csankó Zoltán          |
| 2014 |                                             | Believe Me                            | Ken                         |                        |
| 2015 |                                             | Don't Worry Baby                      | Harry Lang                  |                        |
| 2015 |                                             | The Squeeze                           | "Riverboat"                 |                        |
| 2015 | Titkok hálójában                            | Zipper                                | Peter Kirkland              | Csankó Zoltán          |
| 2016 | Isten lánya                                 | Exposed                               | Galway hadnagy              | Rosta Sándor           |
| 2016 | Isten lánya                                 | Exposed                               | Galway hadnagy              | Petridisz Hrisztosz    |
| 2017 | A csőd szélén                               | The Crash                             | Del Banco                   | Rosta Sándor           |
| 2017 | Volt egyszer egy Venice                     | Once Upon a Time in Venice            | Mr. Carter                  | Forgács Gábor          |
| 2017 |                                             | Wetlands                              | Paddy "Red" Sheehan nyomozó |                        |
| 2018 |                                             | Deep Murder                           | Richard Dangler             |                        |
| 2018 | Visszafejtés                                | Backtrace                             | Franks                      | Bácskai János          |
| 2020 |                                             | The Stand at Paxton County            | Roger Bostwick seriff       |                        |
| 2020 | Mindenkiből lehet hős                       | We Can Be Heroes                      | Neil Anami                  | Szersén Gyula          |
| 2021 |                                             | Land of Dreams                        | Blair                       |                        |
| 2021 |                                             | Walking with Herb                     | Wiley Saunders              |                        |
| 2022 | Rozalin                                     | Rosaline                              | Lord Capulet                |                        |
| 2023 |                                             | Abruptio                              | Richter rendőrfőnök         |                        |
| 2024 | Beverly Hills-i zsaru: Axel Foley           | Beverly Hills Cop: Axel F             | golfozó                     | Várkonyi András        |
| 2025 |                                             | The Last Rodeo                        | Jimmy Mack                  |                        |
| 2025 | Happy, a flúgos golfos 2.                   | Happy Gilmore 2                       | Shooter McGavin             | Csankó Zoltán          |

### Televízió

#### Tévéfilm
| Év   | Magyar cím                      | Eredeti cím                         | Szerep                      | Magyar hang          |
| ---- | ------------------------------- | ----------------------------------- | --------------------------- | -------------------- |
| 1978 |                                 | Getting Married                     | Usher                       |                      |
| 1987 |                                 | Eight Is Enough: A Family Reunion   | Jeb                         |                      |
| 1988 | Az elveszett kislány            | Little Girl Lost                    | Wolff                       | Juhász György        |
| 1989 |                                 | An Eight Is Enough Wedding          | Jeb                         |                      |
| 1993 | Megbízás gyilkosságra           | Telling Secrets                     | Terry Kelsey                | Kőszegi Ákos         |
| 1994 | Újabb éjszakai rohanás          | Another Midnight Run                | Jack Walsh                  | Mihályi Győző        |
| 1994 | Még egyszer éjszakai rohanás    | Midnight Runaround                  | Jack Walsh                  | Mihályi Győző        |
| 1994 | Utolsó éjszakai rohanás         | Midnight Run for Your Life          | Jack Walsh                  | Hegedűs D. Géza      |
| 1995 | A 99-es alakulat                | The Tuskegee Airmen                 | Sherman Joy őrnagy          | Balázsi Gyula        |
| 1995 | A 99-es alakulat                | The Tuskegee Airmen                 | Sherman Joy őrnagy          | Haás Vander Péter    |
| 1996 | Superman – A Krypton utolsó fia | The Last Son of Krypton             | Jor-El (hangja)             | Jakab Csaba          |
| 1997 | Halál a Himaláján               | Into Thin Air: Death on Everest     | Jon Krakauer                | Szabó Sipos Barnabás |
| 2001 | Baseball-barátok                | 61*                                 | Mel Allen                   | Beregi Péter         |
| 2007 | Hazárd megye lordjai: A kezdet  | The Dukes of Hazzard: The Beginning | Jefferson Davis "Boss" Hogg |                      |
| 2011 | Limonádé                        | Lemonade Mouth                      | Stanley Brenigan igazgató   | Csankó Zoltán        |

#### Sorozat
| Év        | Magyar cím                                | Eredeti cím                           | Szerep                     | Megjegyzések                                  |
| --------- | ----------------------------------------- | ------------------------------------- | -------------------------- | --------------------------------------------- |
| 1981      |                                           | Insight                               | Jeff Curry                 | 1 epizód                                      |
| 1982      | Cheers                                    | Cheers                                | Rick Walker                | 1 epizód                                      |
| 1983      |                                           | Lottery!                              | Peter                      | 1 epizód                                      |
| 1984      |                                           | Call to Glory                         | Tim O'Reilly               | 2 epizód                                      |
| 1984–1986 |                                           | Riptide                               | Dennis / Johnny            | 2 epizód                                      |
| 1985      |                                           | Hunter                                | Sonny Dupree               | 1 epizód                                      |
| 1985      | Knight Rider                              | Knight Rider                          | Joe Flynn                  | - 1 epizód - magyar hangja: - Mihályi Győző   |
| 1985      |                                           | It's a Living                         | Alexi                      | 1 epizód                                      |
| 1986      |                                           | 1st & Ten                             | nyomozó                    | 1 epizód                                      |
| 1986      | Alkonyzóna                                | The Twilight Zone                     | kézbesítő                  | 1 epizód                                      |
| 1986–1989 |                                           | Matlock                               | Eric Lane / David Channing | 3 epizód                                      |
| 1987      |                                           | The Wizard                            | Paige                      | 1 epizód                                      |
| 1987      |                                           | Our House                             | Mr. Tollfeson              | 1 epizód                                      |
| 1988      |                                           | The Highwayman                        | Joshua Towler              | 1 epizód                                      |
| 1989      |                                           | Paradise                              | Dexter                     | 2 epizód                                      |
| 1990      | Star Trek: Az új nemzedék                 | Star Trek: The Next Generation        | Richard Castillo hadnagy   | 1 epizód                                      |
| 1990–1991 |                                           | Empty Nest                            | Nick Todd                  | 3 epizód                                      |
| 1991–1992 |                                           | Walter & Emily                        | Matt Collins               | 13 epizód                                     |
| 1992      | Házi barkács                              | Home Improvement                      | Stu Cutler                 | 1 epizód                                      |
| 1993      |                                           | Good Advice                           | Joey                       | 2 epizód                                      |
| 1996      | Superman: A rajzfilmsorozat               | Superman: The Animated Series         | Jor-El (hangja)            | - 4 epizód - magyar hangja: - Jakab Csaba     |
| 1997      | A pisztoly                                | Gun                                   | Lutz                       | 1 epizód                                      |
| 1997–1999 |                                           | Veronica's Closet                     | Bryce Anderson             | 9 epizód                                      |
| 1999–2002 | Családjogi esetek                         | Family Law                            | Rex Weller                 | 68 epizód                                     |
| 2000      | Batman of the Future                      | Batman Beyond                         | Superman (hangja)          | 1 epizód                                      |
| 2002      |                                           | Total Access 24/7: Spy Kids 2         | önmaga                     | 1 epizód                                      |
| 2002      |                                           | The Twilight Zone                     | Rick                       | 1 epizód                                      |
| 2003      | Nyomtalanul                               | Without a Trace                       | Bob Carroll                | 1 epizód                                      |
| 2004      | Az igazság ligája: Határok nélkül         | Justice League Unlimited              | Jor-El (hangja)            | 1 epizód                                      |
| 2004      | Tiszta Hawaii                             | North Shore                           | Walter Booth               | 6 epizód                                      |
| 2004–2006 |                                           | Cracking Up                           | Ted Shackleton             | 11 epizód                                     |
| 2004–2007 | Kim Possible                              | Kim Possible                          | Hego (hangja)              | 3 epizód                                      |
| 2005      | Kövér színésznő                           | Fat Actress                           | Jimmy                      | - 1 epizód - magyar hangja: - Mihályi Győző   |
| 2006      |                                           | Twins                                 | Terry                      | 1 epizód                                      |
| 2006      | Las Vegas                                 | Las Vegas                             | Chips emberrabló           | 2 epizód                                      |
| 2006–2011 | Esküdt ellenségek: Bűnös szándék          | Law & Order: Criminal Intent          | Evan Corman / Declan Pace  | 2 epizód                                      |
| 2007      | A médium                                  | Medium                                | Gregory King               | 1 epizód                                      |
| 2007      | Maffiózók                                 | The Sopranos                          | Eddie Dunne                | 1 epizód                                      |
| 2007      |                                           | The Bronx Is Burning                  | Joe DiMaggio               | minisorozat (2 epizód)                        |
| 2008      | Psych – Dilis detektívek                  | Psych                                 | Paul Haversham             | 1 epizód                                      |
| 2008      | A pasifaló                                | My Boys                               | George Newman              | 2 epizód                                      |
| 2009      | Esküdt ellenségek                         | Law & Order                           | John Jay McIntyre          | 1 epizód                                      |
| 2009      | Gyilkos számok                            | Numbers                               | Frank Thompson             | 1 epizód                                      |
| 2009–2010 | Stargate Universe                         | Stargate Universe                     | Alan Armstrong szenátor    | 3 epizód                                      |
| 2010–2012 | Boardwalk Empire – Gengszterkorzó         | Boardwalk Empire                      | Harry M. Daugherty         | 7 epizód                                      |
| 2010–2012 | Ben 10: Ultimate Alien                    | Ben 10: Ultimate Alien                | Nemesis kapitány (hangja)  | 2 epizód                                      |
| 2011–2012 |                                           | Harry's Law                           | Tommy Jefferson            | 32 epizód                                     |
| 2012      | Kung Fu Panda – A rendkívüliség legendája | Kung Fu Panda: Legends of Awesomeness | Undertaker (hangja)        | 1 epizód                                      |
| 2012–2013 | Happy Endings – Fuss el véle!             | Happy Endings                         | Mr. Kerkovich              | 2 epizód                                      |
| 2013      | A hidegsebész                             | Body of Proof                         | Gerry Roberts              | 1 epizód                                      |
| 2013–2014 |                                           | Kirstie                               | Mr. Sheppard               | 3 epizód                                      |
| 2014      |                                           | Beware the Batman                     | Harvey Dent (hangja)       | 8 epizód                                      |
| 2014      | Ben 10: Omniverzum                        | Ben 10: Omniverse                     | Nemesis kapitány (hangja)  | 1 epizód                                      |
| 2014      | Parkműsor                                 | Regular Show                          | Carl Putter (hangja)       | 1 epizód                                      |
| 2015      | Texas felemelkedése                       | Texas Rising                          | Henry Karnes               | minisorozat (5 epizód)                        |
| 2015      | A liga                                    | The League                            | Raymond Hardy bíró         | 1 epizód                                      |
| 2015–2016 | A férjem védelmében                       | The Good Wife                         | Don Schakowsky bíró        | 7 epizód                                      |
| 2016–2019 | Nagypályások                              | Ballers                               | Dallas Cowboys tulajdonosa | 13 epizód                                     |
| 2017      | Esküdt ellenségek: Különleges ügyosztály  | Law & Order: Special Victims Unit     | Harold Coyle               | 1 epizód                                      |
| 2017      |                                           | Great News                            | Len                        | 1 epizód                                      |
| 2017–2018 | Eltűntek nyomában                         | Gone                                  | lelkész                    | 2 epizód                                      |
| 2018      |                                           | Superior Donuts                       | Ted                        | 1 epizód                                      |
| 2018      |                                           | Living Biblically                     | Ron Curry                  | 1 epizód                                      |
| 2018      |                                           | Sideswiped                            | Mark                       | 1 epizód                                      |
| 2018      |                                           | Rob Riggle's Ski Master Academy       | Jim Bassman                | 3 epizód                                      |
| 2018–2020 |                                           | The Real Bros of Simi Valley          | Cal Surf                   | 9 epizód                                      |
| 2019      |                                           | Mr. Iglesias                          | Dixon edző                 | 9 epizód                                      |
| 2019      |                                           | Costume Quest                         | Bob Dickerson (hangja)     | 9 epizód                                      |
| 2021      |                                           | Search Party                          | Bill                       | 2 epizód                                      |
| 2021      |                                           | Impeachment: American Crime Story     | Robert S. Bennett          | 2 epizód                                      |
| 2021–2025 | Hacks – A pénz beszél                     | Hacks                                 | Marty                      | 15 epizód                                     |
| 2022      | A megfigyelő                              | The Watcher                           | Rourke Chamberland nyomozó | - 7 epizód - magyar hangja: - Hirtling István |
| 2022      | John Oliver-show az elmúlt hét híreiről   | Last Week Tonight with John Oliver    | Cal Taylor                 | 1 epizód                                      |
| 2023      | Titkos invázió                            | Secret Invasion                       | Chris Stearns              | - 2 epizód - magyar hangja: - Németh Gábor    |
| 2023      | Áldozati bárány                           | Captain Fall                          | Blake Fall (hangja)        | 3 epizód                                      |
| 2023      | Star Wars: Fiatal Jedik kalandjai         | Star Wars: Young Jedi Adventures      | Roog nagypapa (hangja)     | 2 epizód                                      |
| 2024      |                                           | The Gray House                        | Thomas McNiven             | 1 epizód                                      |

## Fordítás
- Ez a szócikk részben vagy egészben  a   Christopher McDonald című angol Wikipédia-szócikk fordításán alapul.  Az eredeti cikk szerkesztőit annak laptörténete sorolja fel. Ez a jelzés csupán a megfogalmazás eredetét és a szerzői jogokat jelzi, nem szolgál a cikkben szereplő információk forrásmegjelöléseként.